# Up for It
Up for It is een muziekalbum van het trio Keith Jarrett, Gary Peacock en Jack DeJohnette. Het zijn jazzstandards, die live uitgevoerd worden in juli 2002 in La Pinède Gould te Juan-les-Pins in het kader van het 43e jazzfestival van Antibes.

## Musici
- Keith Jarrett – piano;
- Gary Peacock– contrabas;
- Jack DeJohnette- slagwerk.

## Composities
1. If I were a bell (Frank Loesser
2. Butch and Butch (Oliver Nelson)
3. My funny Valentine (Richard Rodgers, Lorenz Hart)
4. Scrapple from the apple (Charlie Parker);
5. Someday my prince will come (Frank Churchill, Larry Money)
6. Two degrees east, three degrees west (John Lewis)
7. Autumn leaves (Jacques Prévert, Joseph Kosman, Johnny Mercer)
8. Up for it (KJ)